# Alberto Octavio T'Serclaes de Tilly

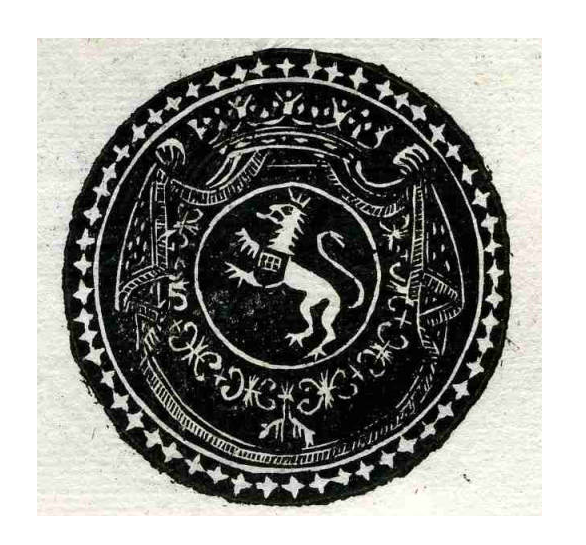
Emblema de Alberto Octavio.

Alberto Octavio T'Serclaes de Tilly, en francés: Albert-Helfride-Octave t'Serclaes de Tilly (Bruselas, 22 de diciembre de 1646 - Barcelona, 3 de septiembre de 1715) fue un militar flamenco, destacado participante en la guerra de sucesión española, en la que ocupó diversos cargos de relevancia al servicio de Felipe V.

## Biografía
Era hijo de Jean Werner T'Serclaes, conde de Tilly, y de Francisca de Montmorency-Robecq. Era nieto de un hermano del general-mercenario Johann Tserclaes (1559-1632). Su hermano menor, Claudio Federico T'Serclaes (1648-1723), sirvió como general en el ejército de la república de las Provincias Unidas, que luchaba contra las tropas de Felipe V en los Países Bajos. Octavio Augusto se casó con María Magdalena de Longueval de Bucquoy.
Alberto Octavio fue maestre de campo general en los Países Bajos españoles. Con el estallido de la guerra de sucesión española tomó partido por Felipe V de España, siendo por ello favorecido por el nuevo rey. Fue nombrado caballero del Toisón de Oro el 3 de mayo de 1702 y participó en la campaña en el Alentejo contra Portugal.
Recibió luego el mando como capitán de la compañía flamenca de las nuevas Guardias de Corps reales establecidas por Felipe V. En ese mando destacó su intervención durante el arresto del marqués de Leganés, Diego Messía Felípez de Guzmán y Dávila en 1705, acusado de conspirar con los austracistas ante el descontento de parte de la aristocracia española por la preponderancia de los franceses en la nueva administración borbón.  T'Serclaes fue poco después nombrado grande de España.
Fue nombrado posteriormente en 1705 comandante en jefe de los ejércitos felipistas en Aragón. Su objetivo inicial fue estabilizar el frente, donde varias ciudades como Jaca, Huesca o Barbastro se habían mantenido en el bando borbón pero el pueblo llano, la baja nobleza y el bajo clero habían tomado partido por los Austrias. Alberto Octavio emprendió duras medidas represivas, comenzando con cincuenta ejecuciones en Calanda, que continuó con una campaña sistemática de arrasamiento del oriente del reino de Aragón. La campaña terminó con múltiples localidades del Matarraña asoladas pero fracasó en contener los avances del archiduque Carlos, que logró tomar la fortaleza clave de Monzón. T'Serclaes de Tilly fue relevado del mando tras esta derrota.
De 1706 a 1709 ocupó el cargo de virrey de Navarra. Se trataba de un mando crítico para la supervisión de las rutas logísticas desde Francia que usaban las tropas que se retiraban de los Países Bajos tras los avances Habsburgo en ese frente, enviando T'Serclaes de Tilly informes semanales al Secretario de Guerra José de Grimaldo. En 1710 volvió al frente de Aragón y Cataluña, participando en la campaña de Almenar.
En 1711 fue nombrado el primer capitán general de Aragón, nuevo cargo creado por Felipe V para sustituir al antiguo virrey de Aragón dada la desconfianza de Felipe V de la administración de la Corona de Aragón, cuyas lealtades veía sospechosas. Los generales extranjeros como Octavio Augusto fueron preferidos por Felipe V y sus sucesores en estos mandos en zonas donde la monarquía veía crítico mantener la fidelidad del ejército.
Tras la caída de Barcelona en 1714, fue nombrado capitán general de Cataluña, organizó la represión y la expulsión de los austracistas, planificó la Ciudadela de Barcelona y ordenó el cierre de la Universidad de Barcelona y el resto de las universidades de Cataluña y su traslado a Cervera.